# Éric Poulat
Pour les articles homonymes, voir Poulat.
Eric Poulat, né à Bron (69) le 8 décembre 1963, est un ancien arbitre français de football, il a officié durant 31 saisons (1978-2009).

## Biographie
Après avoir débuté dans le monde amateur au District du Rhône de football puis à la Ligue Rhône-Alpes de football, il officie durant 15 saisons dans le monde professionnel (1 saison en LIGUE 2, 14 saisons en LIGUE 1).
Il a été arbitre international pendant 8 saisons (1999-2006).

### Palmarès
- 1999 : Finale du Championnat d'Europe des moins de 16 ans en Tchéquie entre l'Espagne et la Pologne
- 2000 : Finale de la Coupe de la LIGUE entre Paris SG et Gueugnon
- 2001 : Finale du Championnat d'Europe des moins de 18 ans en Finlande entre la Tchéquie et la Pologne
- 2002 : Finale de Coupe de France entre Bastia et Lorient ainsi que la Finale de la Coupe du Liban
- 2004 : Demi-Finale des Jeux Olympiques d'Athènes entre le Paraguay et l'Irak ainsi que 2 autres matchs dirigés
- 2006 : Coupe du monde en ALLEMAGNE : Portugal - Iran et Brésil - Japon ainsi que 3 autres rencontres en qualité de 4e arbitre
- 2007 : Finale de la Coupe de FRANCE entre Marseille et Sochaux
- 2009 : Finale de la Coupe d'Arabie saoudite

### Nominations et récompenses
- MAJOR des arbitres internationaux français saison 2003-2004
- MAJOR des arbitres internationaux français saison 2004-2005
- MAJOR des arbitres internationaux français saison 2005-2006
- MAJOR des arbitres Fédéraux 1 saison 2006-2007

Il a reçu le trophée UNFP récompensant le meilleur arbitre français saison 2005-2006
Après une carrière d'informaticien au Groupement informatique des ASSEDICS (1986-2001), il démissionne pour se consacrer entièrement à sa passion arbitrale.
Il a été Conseiller Technique Régional en Arbitrage dans plusieurs ligues :
- Ligue Rhône Alpes de 2005 à 2008
- Ligue Champagne Ardenne de 2011 à 2015
- Ligue de Bretagne de 2015 à 2018.
- Ligue de Paris-Ile de France depuis 2020
Il a occupé également la fonction d'observateur à la Direction Technique de l'Arbitrage de la saison 2011-2012 à la saison 2017-2018 dans les catégories LIGUE 1 et LIGUE 2.